# Bankura
Bankura (en bengalí: বাঁকুড়া ) es una ciudad de la India, centro administrativo del distrito de Bankura, en el estado de Bengala Occidental.

## Geografía
Se encuentra a una altitud de 94 m s. n. m. a 175 km de la capital estatal, Calcuta, en la zona horaria UTC +5:30.

## Demografía
Según estimación 2010 contaba con una población de 139 361 habitantes.